# Jérémy Houzé
Jérémy Houzé (28 oktober 1996) is een Belgisch voetballer die bij voorkeur als middenvelder speelt. Hij speelt bij de amateurs van Royal Entente Acren Lessines.

## Clubcarrière
Houzé is afkomstig uit de jeugd van Mouscron-Péruwelz. Op 24 augustus 2013 maakte hij zijn officiële debuut voor het eerste elftal van de club: in de bekerwedstrijd tegen Lommel SK, die Mouscron-Péruwelz na strafschoppen verloren, liet trainer Arnaud Dos Santos hem in de 72e minuut invallen voor Sébastien Alliotte. Op 30 maart 2014 maakte hij zijn debuut in Tweede klasse: de middenvelder mocht toen tegen Excelsior Virton na 65 minuten invallen voor Kevin Vandendriessche. In zijn debuutseizoen kwam hij tot een totaal van drie competitieduels. In 2014 steeg hij met Mouscron-Péruwelz naar Eerste klasse. Op 1 mei 2015 debuteerde hij in de Jupiler Pro League: in de Play-off 2-wedstrijd tegen KV Oostende (0-1-winst) mocht hij in de 89e minuut invallen voor Ronny Rodelin. Negen dagen later versierde hij zijn eerste basisplaats tegen KVC Westerlo.
In 2016 stapte Houzé over naar de kersverse fusieclub Royal Entente Acren Lessines, waarvoor hij zeven seizoenen speelde. In de zomer van 2023 sloot hij zich aan bij tweedeprovincialer RFC Luingnois.

## Statistieken
| Seizoen | Club                         | Land            | Competitie             | Competitie | Competitie | Beker | Beker | Europees | Europees | Totaal | Totaal |
| Seizoen | Club                         | Land            | Competitie             | Wed.       | Dlp.       | Wed.  | Dlp.  | Wed.     | Dlp.     | Wed.   | Dlp.   |
| ------- | ---------------------------- | --------------- | ---------------------- | ---------- | ---------- | ----- | ----- | -------- | -------- | ------ | ------ |
| 2013/14 | Mouscron-Péruwelz            | Vlag van België | Tweede klasse          | 3          | 0          | 1     | 0     | —        | —        | 4      | 0      |
| 2014/15 | Mouscron-Péruwelz            | Vlag van België | Jupiler Pro League     | 2          | 0          | 0     | 0     | —        | —        | 2      | 0      |
| 2015/16 | Mouscron-Péruwelz            | Vlag van België | Jupiler Pro League     | 1          | 0          | 0     | 0     | —        | —        | 1      | 0      |
| 2016/17 | Royal Entente Acren Lessines | Vlag van België | Tweede klasse amateurs |            |            |       |       | —        | —        |        |        |
| 2017/18 | Royal Entente Acren Lessines | Vlag van België | Tweede klasse amateurs |            |            |       |       | —        | —        |        |        |
| 2018/19 | Royal Entente Acren Lessines | Vlag van België | Tweede klasse amateurs |            |            |       |       | —        | —        |        |        |
| 2019/20 | Royal Entente Acren Lessines | Vlag van België | Tweede klasse amateurs |            |            |       |       | —        | —        |        |        |
| 2020/21 | Royal Entente Acren Lessines | Vlag van België | Tweede afdeling ACFF   |            |            |       |       | —        | —        |        |        |
| 2021/22 | Royal Entente Acren Lessines | Vlag van België | Tweede afdeling ACFF   |            |            |       |       | —        | —        |        |        |
| 2022/23 | Royal Entente Acren Lessines | Vlag van België | Tweede afdeling ACFF   |            |            |       |       | —        | —        |        |        |
| 2023/24 | RFC Luingnois                | Vlag van België | Tweede Prov. Heneg A   |            |            |       |       | —        | —        |        |        |
| 2024/25 | RFC Luingnois                | Vlag van België | Eerste Prov. Heneg     |            |            |       |       | —        | —        |        |        |
| TOTAAL  | TOTAAL                       | TOTAAL          | TOTAAL                 | 6          | 0          | 1     | 0     | 0        | 0        | 7      | 0      |